# 강원경제자유구역청
강원경제자유구역청(江原經濟自由區域廳, Gangwon State Free Economic Zone Authority)은 경제자유구역의 지정 및 운영에 관한 특별법에 의해 설립된 강원특별자치도 산하 공공기관이다. 강원경제자유구역청장은 지방관리관(1급) 또는 지방이사관(2급)으로 보한다.

## 설립 근거
- 경제자유구역의 지정 및 운영에 관한 특별법[1]
  - 강원특별자치도 강원경제자유구역청 설치 조례[2]

## 연혁
- 2013년 2월 4일 동해안권경제자유구역 지정[3]
- 2013년 4월 26일 동해안권경제자유구역청 개청
- 2013년 7월 9일 동해안권경제자유구역청 개청식 및 업무 개시[4]
- 2024년 1월 1일 강원경제자유구역청 명칭 변경

## 관할 구역[5]
- 북평 국제복합 산업지구(동해시)
- 망상 국제복합 관광도시(동해시)
- 옥계 첨단소재 융합 산업지구(강릉시)

## 주요 업무
- 경제자유구역 개발 및 실시계획 등에 관한 사무
- 경제자유구역 투자유치에 관한 사무
- 국가로부터 위임받은 사무
- 강원특별자치도지사로부터 위임받은 사무
- 「경제자유구역의 지정 및 운영에 관한 특별법」 제27조에 규정된 사무(제5호, 제7호, 제9호, 제12호, 제18호 사무 제외)
- 그밖에 강원특별자치도지사로부터 지시된 사무

## 역대 청장
| 대수 | 성명   | 임기                      | 비고                     |
| ---- | ------ | ------------------------- | ------------------------ |
| 1    | 김동수 | 2013. 7. 1.~2016. 7. 25.  | 동해안권경제자유구역청장 |
| 2    | 신동학 | 2016. 7. 26.~2022. 9. 5.  | 동해안권경제자유구역청장 |
| 3    | 심영섭 | 2022. 9. 6.~2023. 12. 31. | 동해안권경제자유구역청장 |
| 3    | 심영섭 | 2024. 1. 1.~              | 강원경제자유구역청장.    |

## 조직
- 경제자유구역청장
  - 총괄본부
    - 기획행정부
    - 북평옥계사업부
    - 망상사업부